# Дионисий (Хараламбус)
Митрополи́т Диони́сий (греч. Μητροπολίτης Διονύσιος, в миру Константинос Хараламбус, греч. Κωνσταντίνος Χαραλάμπους; 1907, Эдремит, Балыкесир или Киниги, Анатолия, Османская империя — 5 января 1970, Афины или Трикала) — епископ Элладской православной церкви, митрополит Лемносский (1951—1959), митрополит Трикальский и Стагонский (1959—1970).

## Биография
Родился в 1907 году в местечке Киниги (ныне Авджылар) в Анатолии (в районе современного города Эдремит) в Османской империи. В 1922 году, в период малоазийской катастрофы и геноцида греков, мученически погибли от рук турок его родителям и две сестры (остальные трое детей пропали без вести). Бежавший в город Митилини юноша, позаботился о дальнейшей судьбе спасшихся вместе с ним двух других сестёр, а сам принял решение уйти в монастырь.
В 1923 году стал послушником в монастыре Великая Лавра на Святой Горе Афон, где в 1924 году принял монашеский постриг. После завершения обучения в афонской школе (греч. Αθωνιάδα Σχολή), окончил Халкинскую семинарию.
В 1934 году был рукоположен в сан иеродиакона, а в 1935 году — в сан иеромонаха. С 1940 по 1942 год был в клире Мифимнийской митрополии, где служил в качестве проповедника в городе Мифимнос и был настоятелем мужского монастыря Лимонос.
В период Второй мировой войны, в 1942 году был схвачен немцами за укрывательство британских военных и помещён в лагере «Павлос Мелас» близ Салоник, где занимался пастырской деятельностью среди греческих заключённых и, отказавшись покинуть их, был перемещён немцами в немецкие концлагеря Штайн и Бернау. После освобождения, работал над возвращением греческих заключённых в Грецию, сначала в Митилини потом в Навпакте и Карпенисионе. Принимал участие в организации на Кипре духовной семинарии Святого Варнавы.
В 1951 году был избран митрополитом Лемносским. Епископская хиротония состоялась 1 ноября 1951 года.
В апреле 1959 года был избран митрополитом Трикальским, где трудился над возрождением монастырей Метеоры, пригласив образованных монашествующих того времени — архимандрита Емилиана (Вафидиса) и его учеников.
В 1964 году, после встречи патриарха Константинопольского Афинагора (Спиру) с римским папой Павлом VI, выступил противником сближения православных и католиков, в связи с чем патриарх Афинагор заявил, что «Дионисий нам все испортил…».
С 1 по 15 ноября 1964 года был в составе делегации Элладской православной церкви на III Родосском Всеправославном совещании.
Скончался 4 января 1970 года в Трикала после тяжелой болезни.